# John Buford

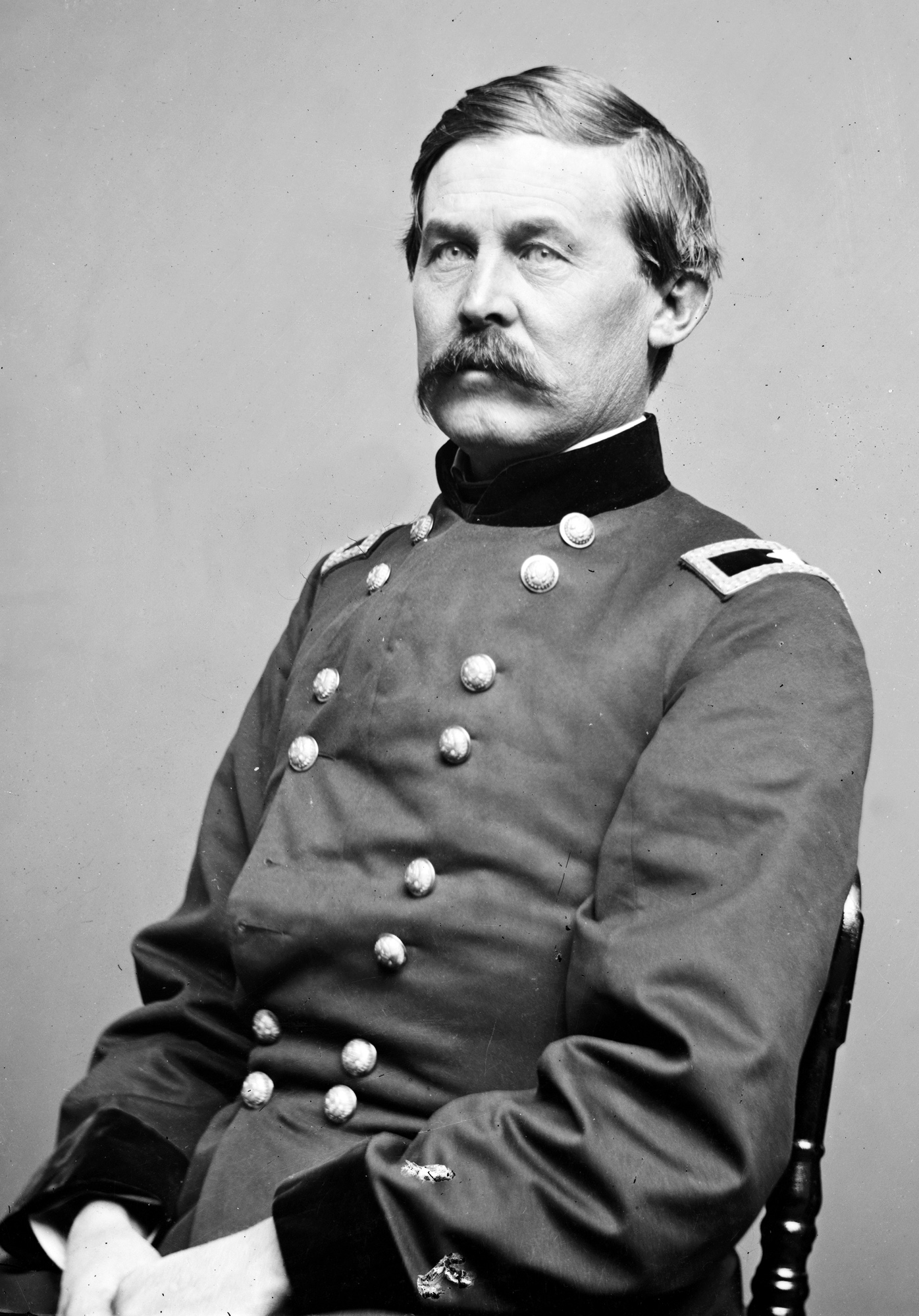
John Buford som brigadgeneral.

John Buford, född 1826, död 1863, var en West Point-utbildad yrkesofficer, som 1862-1863 var brigadgeneral och kavalleribrigad- och kavalleridivisionschef i nordstatsarmén. Buford utmärkte sig i inledningen till slaget vid Gettysburg genom att med sin division förhindra sydstatsarmén att gruppera sig på de dominerande höjder som sedan nordstatsarmén besatte.
Buford utexaminerades från West Point 1848 och tjänstgjorde sedan vid indiangränsen. Vid inbördeskrigets utbrott var han kapten och blev först stabsofficer och sedan chef för en kavalleribrigad och sedermera divisionschef. Buford konstituerades till generalmajor när han låg döende i tyfoidfeber.